# Colt-Browning M1895
La Colt-Browning M1895 è una mitragliatrice americana progettata da John Browning e realizzata dalla Colt.

## Storia
La M1895 è stata progettata negli Stati Uniti d'America dal geniale John Browning dal 1891 al 1895 ed era conosciuta popolarmente come "potato digger", scava patate, per via del suo meccanismo a leva. L'arma fu adottata dalla United States Navy nel 1896 nel calibro 6 mm Lee Navy, seguita a breve dall'United States Army in calibro .30-40 Krag. Vide il battesimo del fuoco nel 1898 nella Guerra ispano-americana, dove affiancò le vecchie Gatling manuali. I United States Marine Corps le impiegarono anche nella Guerre della banana.La M1895 Ebbe grande successo sul mercato dell'export, venendo acquisita dall'Impero russo nel 1914 in calibro 7,62 × 54 mm R e dall'Uruguay in calibro 7 × 57mm Mauser. La versione M1895/14, camerata per la cartuccia .303 British, venne invece adottata da Regno Unito, Francia, Canada, Belgio e Regno d'Italia, che la impiegarono estesamente su tutti i campi di battaglia della prima guerra mondiale.Dopo la Grande guerra, equipaggiò le legioni cecoslovacche durante la Guerra civile russa e fu impiegata dall'Armata Rossa durante la Guerra civile finlandese. Nel 1935 fu fornita alle truppe repubblicane durante la guerra civile spagnola, mentre ancora nel 1940 veniva usata dai belgi nella disperata difesa contro gli invasori tedeschi.

### Le Colt-Browning italiane

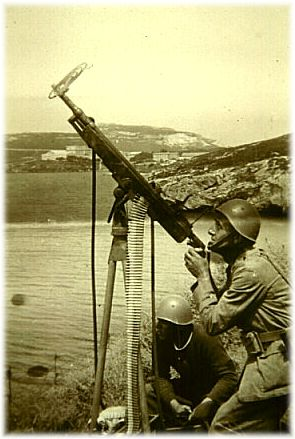
Mitragliatrice Colt-Browning M1895 raffreddata ad acqua su treppiede antiaereo a difesa di una batteria costiera. Sardegna, 1943.

In particolare gli esemplari italiani, oltre ad essere camerati per la cartuccia d'ordinanza 6,5 × 52 mm Carcano, vennero convertiti per il raffreddamento ad acqua, con l'installazione di uno stretto manicotto d'ottone intorno alla canna; la M1895/14 così modificata, denominata 6,5/80 venne impiegata dalla Regia Marina, sia assegnata ai reparti del Reggimento Marina, impegnato nella difesa della foce del Piave, mentre alcuni esemplari furono installati sui MAS, sui sommergibili Classe F e su alcuni cacciatorpediniere. Durante la seconda guerra mondiale alcuni esemplari erano ancora impiegati dalla DICAT e dalla Milmart per la difesa contraerea del territorio metropolitano.

## Tecnica
La M1895 è una mitragliatrice con meccanismo a recupero di gas, con una pesante canna fissa raffreddata ad aria, alimentata da nastri di tela da 250 cartucce. Il sistema di riarmo è particolarmente originale, in quanto mutuato da uno precedente brevetto di Browning per un fucile a leva: i gas di sparo vengono spillati da un foro sotto alla canna e convogliati in un cilindro posto ad angolo retto con la canna stessa; i gas muovono un pistone in basso ed indietro, azionando una lunga leva anch'essa incernierata alla canna, dietro al pistone; la leva è collegata all'otturatore da una biella che trasforma il moto radiale della leva stessa in un movimento lineare che fa arretrare l'otturatore, espellere il bossolo e camerare una nuova cartuccia. Questo sistema, se da una parte richiede un ampio spazio sotto alla canna per funzionare (altrimenti scaverebbe nel terreno, da cui il soprannome di "scava patate"), dall'altro causa un arretramento iniziale dell'otturatore molto lento, permettendo così un'ottimale estrazione. La chiusura della camera di scoppio è ottenuta inclinando la parte posteriore dell'otturatore in un'apposita fresatura nel pavimento del castello. L'arma spara ad otturatore chiuso tramite un cane interno a movimento lineare. L'alimentazione a nastri di tela avviene dal lato sinistro tramite una semplice ruota dentata, mossa dal meccanismo a leva, mentre l'otturatore estrae la cartuccia all'indietro, prima riportarla in avanti per camerarla. Il controllo del fuoco avviene tramite una singola impugnatura a pistola fissata all'estremità posteriore del castello, con un grilletto tipo fucile. L'installazione standard è su un pesante treppiede, con meccanismi di elevazione e brandeggio.

## Versioni

### Colt-Browning M1895/14
La Colt-Browning M1895/14 è una evoluzione della M1895, prodotta anche dalla Marlin Firearms ed adottata sia in calibro .30-06 dall'esercito americano in circa 2.500 esemplari come arma da addestramento, sia da Russia e Regno Unito camerate rispettivamente per il 7,62 × 54 mm R e per il .303 British. I miglioramenti introdotti sono la canna sostituibile ed uno sportello scorrevole sul lato destro per l'accesso ai meccanismi interni. Nonostante queste modifiche, la cadenza di tiro fu ridotta a 500 colpi al minuto per problemi di surriscaldamento di canna.

### Marlin M1917 e Marlin M1918
Queste versioni M1917 e M1918 sono state prodotte dalla Marlin Firearms specificatamente per l'impiego su carri armati e velivoli. Le modifiche riguardano la canna, che presenta delle alette radiali di raffreddamento in alluminio, ed il meccanismo di riarmo. Infatti, per consentire l'impiego in spazi ridotti, viene eliminato il pistone ad angolo retto e la leva, sostituiti da un pistone orizzontale a movimento alternativo, parallelo alla canna. Queste armi equipaggiarono, nelle ultime fasi della Grande Guerra, i caccia francesi SPAD S.XIII e, dopo la guerra, sui carri 6-Ton Tank M1917 (copia americana del Renault FT) e gli aerei da addestramento Thomas-Morse S-4.

## Utilizzatori
- Belgio
- Canada
- Cecoslovacchia
- Francia
- Italia
- Polonia
- Regno Unito
- Russia
- Spagna repubblicana
- Uruguay
- Stati Uniti